# دسی‌بل

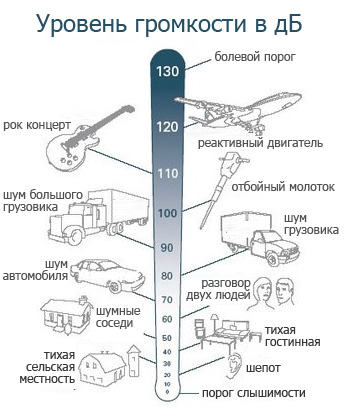
اندازه واحد دسی بل در صداهای گوناگون

دسی‌بل، (به انگلیسی: Decibel)، یک واحد لگاریتمی برای بیان نسبت یک کمیت فیزیکی (معمولاً توان یا شدت) به یک مقدار مرجع مشخص است. مقدار دسی‌بل یک کمیت، ۱۰ برابر لگاریتم در پایه ۱۰ نسبت مقدار واقعی آن به مقدار مرجع است.
از آنجا که دسی‌بل نسبت دو کمیت فیزیکی با یکای یکسان است، بی‌بعد است. یک دسی‌بل، یک دهم یک بِل است ولی بِل به ندرت مورد استفاده قرار می‌گیرد و معمولاً از دسی‌بل استفاده می‌شود.
دسی‌بل معمولاً به عنوان یکای تراز فشار صدا شناخته می‌شود، ولی علاوه بر تراز صدا، دسی‌بل در بسیاری از اندازه‌گیری‌های علمی و مهندسی از جمله در زمینه‌های آکوستیک، الکترونیک و کنترل مورد استفاده قرار می‌گیرد. در الکترونیک، بهرهٔ تقویت‌کننده‌ها، افت سیگنال‌ها و نسبت سیگنال به نویز معمولاً برحسب دسی‌بل بیان می‌شوند.

## جدول حجم صدا
۱۳۰ دسی بل: آستانه درد
۱۲۰ دسی بل: آستانه ناراحتی
۱۱۰ دسی بل: موسیقی راک، فریاد کودکان
۱۰۰ دسی بل: مترو
۹۰ دسی بل: ماشین آلات کارخانه در فاصله یک متری
۸۰ دسی بل: خیابان شلوغ، ساعت زنگ هشدار
۷۰ دسی بل: ترافیک شلوغ، آهنگ زنگ تلفن
۶۰ دسی بل: گفتگوی معمولی در فاصله یک متری
۵۰ دسی بل: دفتر ساکت و آرام،
۴۰ دسی بل: منطقه آرام مسکونی، پارک
۳۰ دسی بل: زمزمه آرام در یک متری، کتابخانه
۲۰ دسی بل: تیک تاک ساعت
۱۰ دسی بل: نفس کشیدن